# Коровниково (Ярославская область)
Коро́вниково — деревня в Погорельском сельском округе Глебовского сельского поселения Рыбинского района Ярославской области.
Деревня расположена на расстоянии около 1 км к западу от автомобильной дороги из центра сельского поселения Глебово на Ларионово. Северо-восточнее с противоположной стороны от этой дороги стоит деревня Калита. Просёлочная дорога от Калиты к юго-западу ведёт через автомобильную дорогу через деревню Минино к Коровниково, далее Ягодино, Мухино и Копринскому заливу Рыбинского водохранилища.
Деревня Коровникова указана на плане Генерального межевания Рыбинского уезда 1792 года. На плане деревня стоит на правом берегу Мухинского ручья, который в то время видимо был весьма протяжённым, исток около деревни Горели.
На 1 января 2007 года в деревне числилось 3 постоянных жителя. Почтовое отделение, расположенное в центре сельского округа, селе Погорелка, обслуживает в деревне Коровниково 14 домов.